# Asiáin
Asiáin (Asiain en euskera) es un concejo perteneciente al municipio de  la Cendea de Olza, Comunidad Foral de Navarra, España. Está situado a poco más de 12 kilómetros de Pamplona.

## Comunicaciones
| Eskualdeko Hiri Garraioa/Transporte Urbano Comarcal |   |
| Taxi Iruñerria                                      |   |
| Zona                                                | B |
| Estaciones                                          |   |